# Четвородневни Лазар
Свети четвородневни Лазар или Лазар из Витаније (хебр. אלעזר „Бог ми поможе“) - Према Јеванђељу по Јовану становник Витаније, брат Марије и Марте, кога је Исус Христос подигао и васкрснуо четири дана после његове смрти (Јн. 11:1).
Према истом Јеванђељу, многи који су видели ово чудо поверовали су у Исуса (Јн. 11:45).
Лазар је по црквеном предању рукоположен од апостола Павла и Варнаве и био је први владика на Кипру, 30 година, у Ларнаци, где је по истом предању, други пут и умро и био сахрањен. Ларнака, што на грчком језику значи гробница (Ларнакс), је добила име управо по другој Лазаревој гробници. По црквеном предању, након што је Лазар васкрснут од Христа, до краја живота није дозволио себи да се насмеје, изузев онда када је видео једног човека како краде ћупове да би се обогатио. Том приликом се насмејао и изговорио: Земља краде земљу, земља узима земљу.
Православна Црква прославља Лазара посебно 17. марта, а догађај његовог васкрсења на Лазареву Суботу уз часни пост, дан пре празника Цвети. 17. октобра се прославља пренос његових моштију са острва Кипра у Цариград 890. године.